# Teakbaum

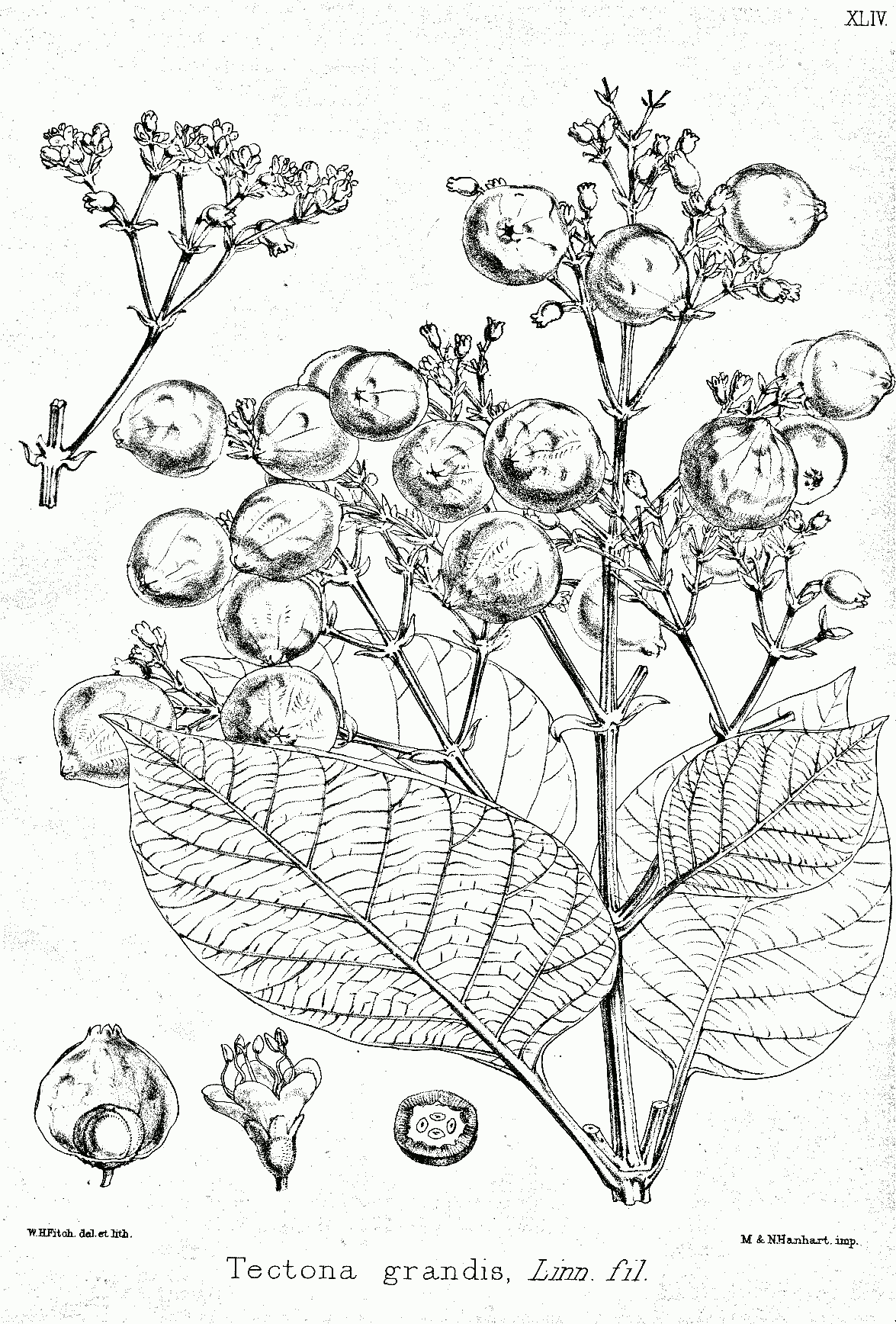
Illustration

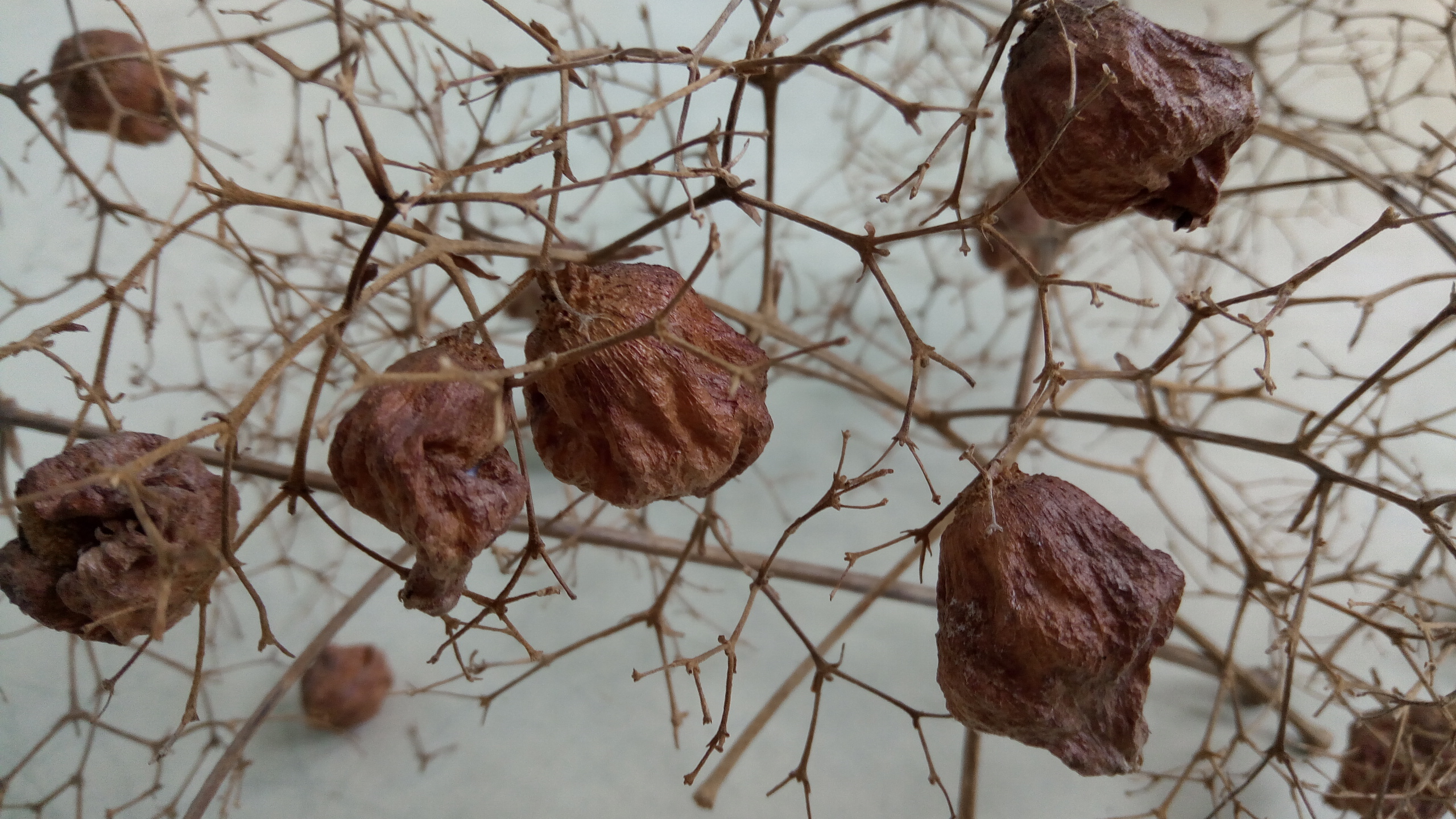
Reife Früchte

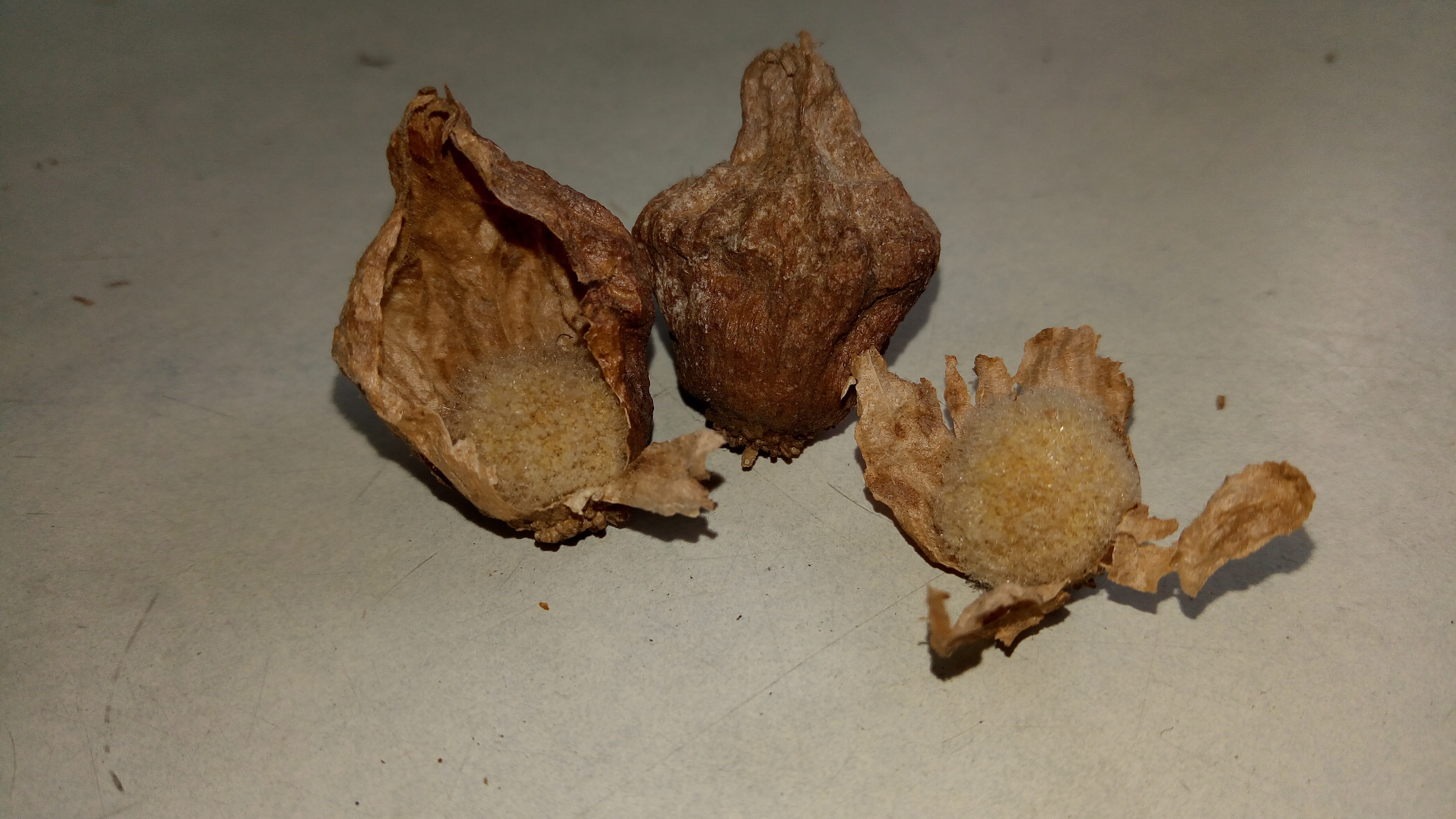
Geöffnete Frucht mit pelziger Steinfrucht

Der Teakbaum (Tectona grandis) oder Teak [tiːk] ist eine Pflanzenart aus der Familie der Lippenblütler (Lamiaceae). Heimisch ist er in den laubwerfenden Monsunwäldern Süd- und Südostasiens. Der Teakbaum liefert ein sehr wertvolles Holz und zählt zu den wichtigsten Exporthölzern des asiatischen Raumes. Die deutsche Bezeichnung Teak leitet sich über das Englische von der südindischen Sprache Malayalam ab (തേക്ക് Tekka).

## Beschreibung

### Erscheinungsbild, Wurzel und Borke
Der Teakbaum ist ein hochwüchsiger, meist laubabwerfender bis halbimmergrüner Baum, der meist Wuchshöhen von 25 bis 35 Meter, selten über 40 bis 50 Meter erreicht. Die Stämme sind meist zylindrisch, können aber auch einen unregelmäßigen Querschnitt haben und im Alter schmalere Brettwurzeln, Riffelungen oder Wurzelanläufe ausbilden. Besonders geradschäftige Bäume kommen in Thailand und Myanmar vor. Die Krone setzt meist sehr hoch an, astfreie nutzbare Stammlängen von 20 bis 25 Meter können bei einem Brusthöhendurchmesser von 100–200 Zentimetern erreicht werden. Die Krone ist stark schattenspendend. Das Wurzelsystem ist ein oberflächliches, horizontal ausgebreitetes Herzwurzelsystem. Die graue bis grau-braune und in der Regel ein bis 1,5 Zentimeter dicke Borke ist längsrissig, ziemlich weich und blättert ab. Die Zweige sind vierkantig.
Die Bäume können mehrere hundert Jahre alt werden.

### Laubblatt
Die gegenständig oder zu dritt in Quirlen an den Zweigen angeordneten, großen und weichen, einfachen Laubblätter sind sitzend oder besitzen einen bis zu 5 Zentimeter langen Blattstiel. Die einfache, ganzrandige und manchmal auch buchtiggezähnt Blattspreite ist bei einer Länge von 30 bis über 60 Zentimeter und einer Breite von 20 bis über 35 Zentimeter elliptisch bis rundlich oder eiförmig bis verkehrt-eiförmig und mehr oder weniger spitz bis abgerundet. Die Blattoberseite ist dunkelgrün und kahl, die Unterseite hellgrün bis gelblichgrün und dicht flaumig behaart. Die Nervatur ist gefiedert und unterseits erhaben.

### Blütenstand und Blüte
Viele Blüten stehen in bis 45 mal 40 Zentimeter großen, end- oder achselständigen und rispigen, feinhaarigen sowie reich verzweigten Blütenständen an den Zweigenden zusammen. An den Seitenachsen und den weiteren Verzweigungen sowie bei den einzelnen Blüten sind jeweils Tragblätter ausgebildet.
Die zwittrigen, duftenden und kleinen, kurz gestielten Blüten sind etwa 7 bis 8 Millimeter groß mit doppelter Blütenhülle. Der mehrzipflige Kelch ist weiß-gräulich behaart und glockenförmig. Die kahle Krone ist weiß bis cremefarben und trichterförmig mit 5–7 ausladenden Lappen. Die 5–7 Staubblätter sitzen im Schlund. Der oberständige, haarige Fruchtknoten ist vierkammerig, eiförmig bis konisch und besitzt eine gelappte Narbe, wobei die Narbenlappen sich nicht immer öffnen.
Die Blütezeit liegt in der Regenzeit, zwischen Juni und September. Die Blühreife tritt, je nach Umweltbedingungen, im Alter von fünf bis 20 Jahren ein. Die Bestäubung erfolgt durch Insekten (Entomophilie).

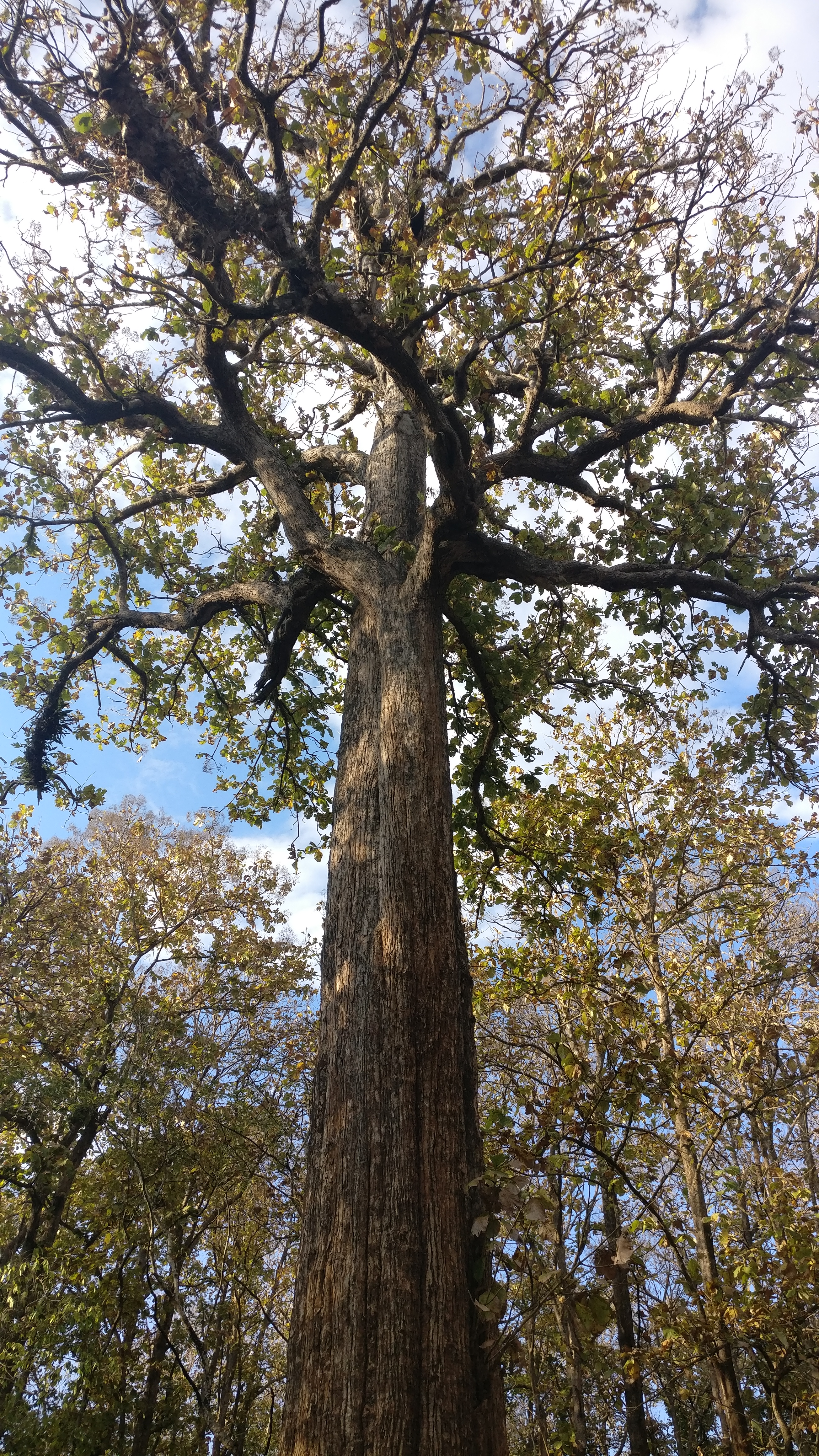
Sehr großer und alter Teakbaum in Indien
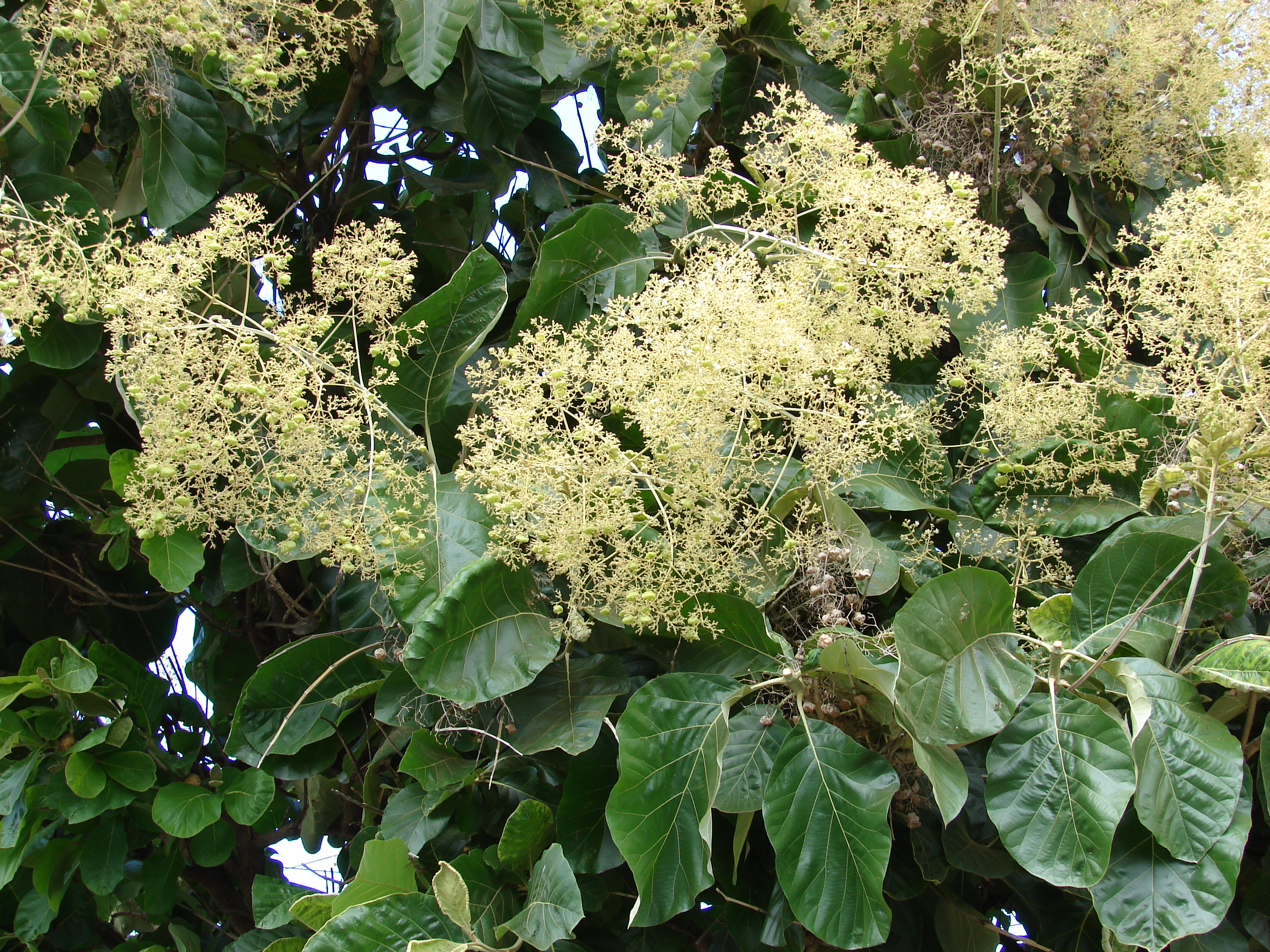
Blütenstände
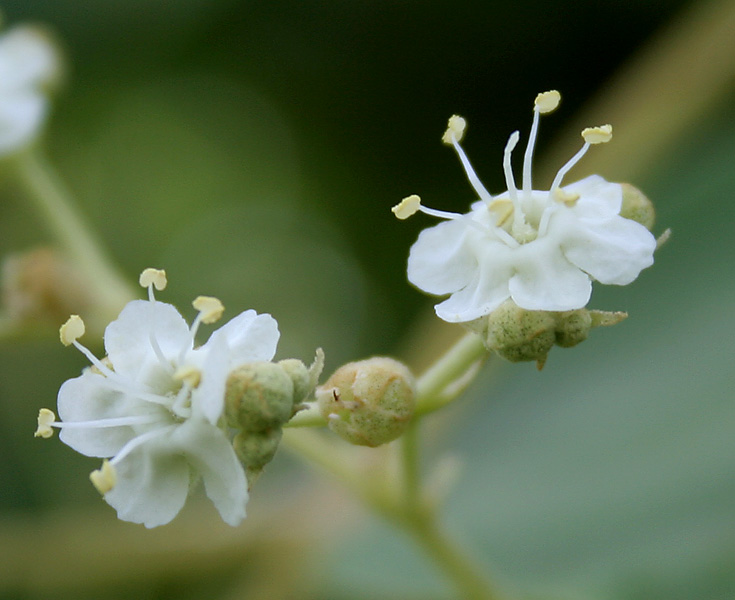
Blüten

### Frucht und Samen
Die Fruchtreife erfolgt 2,5 bis 3 Monate nach der Blüte. Die Früchte sind kugelige und dicht behaarte Steinfrüchte von etwa 1,2–2 Zentimeter Durchmesser, die in einer aus den Kelchblättern entstandenen, aufgeblasenen und ballonartigen, zur Reife braunen und papierigen Hülle verborgen sind. Der hellbräunliche Steinkern ist vierfächrig, meist sind jedoch nur ein bis drei Samen ausgebildet. Das Exokarp ist dicht weißlich und pelzig behaart, das Mesokarp ist porös, korkig und das rippig-furchige Endokarp ist hart, knochig. Die abgeflachten und eiförmigen, weißlichen, glatten Samen haben eine Tausendkornmasse von etwa 430 bis 900 Gramm. Der Teakbaum bildet jährlich reichlich Samen.
Die Keimung erfolgt langsam und unregelmäßig.

## Systematik
Die Gattung Tectona wird seit einigen Jahren zur Familie der Lamiaceae gestellt, in vielen Büchern wird jedoch noch die ältere Zugehörigkeit zur Familie der Verbenaceae angeführt.
Der Name Tectona leitet sich über das portugiesische teca = Teakholz aus Malayalam tekka = Teakholz ab. Zugleich lehnt sich der Name an griechisch τέκτων tékton = Zimmermann an. Das Artepitheton grandis ist das lateinische Wort für groß.

## Verwandte Arten
Außer Tectona grandis umfasst die Gattung Tectona noch die folgenden Arten:
- Tectona hamiltoniana Wall.: Sie kommt von Myanmar bis zur Malaiischen Halbinsel vor.[3]
- Tectona philippinensis Benth. & Hook.f. ex Merr.: Sie kommt auf den Philippinen vor.[3]

## Verbreitung
Der Teakbaum ist in Süd- und Südostasien heimisch. Das natürliche Areal zerfällt in zwei Teile, die durch die Ebene des Ganges-Brahmaputra-Deltas getrennt sind: Indien auf der einen Seite, Myanmar, Nord-Thailand und ein Teil von Laos auf der anderen Seite. Im Osten ist der Mekong die natürliche Verbreitungsgrenze.
In Indien wächst Teak auf rund acht Millionen Hektar, die Hälfte im Bundesstaat Madhya Pradesh. Von Myanmar sind keine Zahlen bekannt. In Thailand umfasst das natürliche Areal etwa drei Millionen Hektar, während es in Laos nur rund 70.000 Hektar sind.
Außerhalb dieses natürlichen Areals wird der Teakbaum in ganz Südasien und im gesamten Tropenraum angepflanzt: In Indonesien wurde er zwischen dem 14. und 16. Jahrhundert auf Java eingeführt. Heute bedeckt Teak auf Java, Kangean und Muna rund 800.000 Hektar. Des Weiteren wurde er zu Beginn des 20. Jahrhunderts in Afrika (Elfenbeinküste, Kamerun, Nigeria, Tansania, Togo, Simbabwe) und Lateinamerika (Argentinien, Ecuador, Honduras, Trinidad) eingeführt. Die Aufforstungsflächen von Teak betragen in Summe rund 1,1 Millionen Hektar.

## Ökologie
Da das Verbreitungsgebiet sehr groß und standörtlich sehr heterogen ist, gibt es vom Teakbaum zahlreiche Standortrassen. Diese unterscheiden sich im Habitus und in den Ansprüchen an Klima und Boden.
Der Teakbaum ist eine Lichtbaumart. Er benötigt in allen Lebensstadien, vor allem aber als Jungpflanze, volles Oberlicht. Der Teakbaum ist an einen ausgeglichenen Temperaturverlauf gebunden und besitzt ein hohes Wärmebedürfnis. Die Jahresmitteltemperatur im natürlichen Verbreitungsgebiet beträgt 21 bis 26 °C, das physiologische Optimum liegt bei 24 bis 25 °C. Die absoluten Minimumtemperaturen betragen 2 °C, der Teakbaum verträgt keinen Frost.
Der Jahresniederschlag weist über das Verbreitungsgebiet große Unterschiede auf. In Indien wächst der Teakbaum bei rund 780 mm Niederschlag und fünf bis sieben Trockenmonaten. In Myanmar wächst er bei 1500 bis 2500 mm Niederschlag im halbimmergrünen Feuchtwald.
Natürliche Teakwälder wachsen auf Kalk- und Tonböden, auch auf Laterit, besonders im Hügelland und in unteren Berglagen. Je nach Gebiet kommt der Teakbaum meist in Höhenlagen zwischen 400 und 900 Metern vor. Die besten Wuchsleistungen erbringt der Baum auf gut wasserversorgten, tiefgründigen und gut durchlüfteten Böden mit neutralem bis schwach saurem pH-Wert. Diese Bedingungen findet er vor allem auf sandigen Lehmen und alluvialen Tonböden. Gegen Staunässe und Sauerstoffmangel im Boden ist der Teakbaum sehr empfindlich.
Der Teakbaum ist laubwerfend. Drei bis fünf Monate ist er kahl. Das Laub wird in der Trockenzeit (Dezember bis März) abgeworfen, die neuen Blätter erscheinen kurz vor Beginn der Regenzeit. Im immerfeuchten Klima von Westjava hingegen ist der Teakbaum immergrün.

## Schädlinge
Der Teakbaum gilt als relativ stabil gegenüber biotischen und abiotischen Schadfaktoren.
Die Raupen verschiedener Schmetterlingsarten können durch Blattfraß gewisse Schäden anrichten, auch verschiedene halbparasitische Arten der Gattung Loranthus können den Baum befallen.
Das Kernholz wird nur selten befallen, z. B. durch holzbohrende Insekten (Xyleutes ceramicus) und pilzliche Kernfäuleerreger.
Phytopathogene Viren und Bakterien sind sehr selten. Wichtige pilzliche Krankheitserreger sind die folgenden: Armillaria mellea, Fomes lignosus, Fomes noxius, Heterobasidium compactum, Irpex flavus, Nectria-Arten, Olivea tectonae („teak leaf rust“), Peniophora rhizomorpha („yellow laminated rot“), und Polyporus zonalis („white pocket rot“).
In Pflanzungen können Elefanten Tritt- und Schälschäden verursachen. Gegen Feuer ist der Teakbaum relativ resistent.

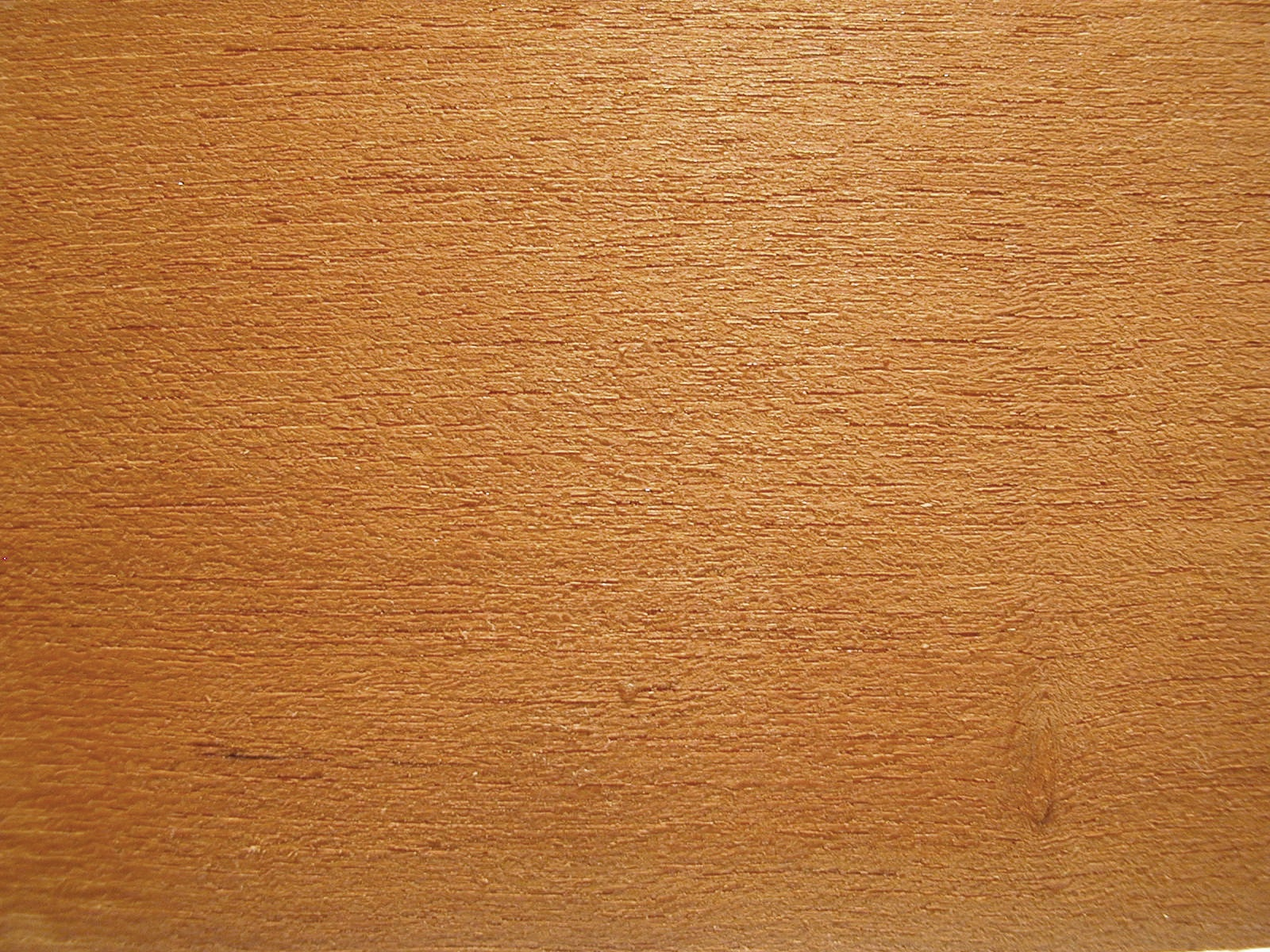
Gemessertes Teakholzfurnier, geölt, nicht geschliffen

| Technische Holzdaten | Technische Holzdaten |
| -------------------- | -------------------- |
| Rohdichte (r10–15)   | 0,55–0,75 g/cm³      |
| Druckfestigkeit      | 52–60 N/mm²          |
| Zugfestigkeit        | 120 N/mm²            |
| Biegefestigkeit      | 85–110 N/mm²         |

## Holz
Das Holz besitzt einen hellen Splint von 2 bis 3 Zentimetern Stärke. Das Kernholz hat eine gelbe bis dunkelbraune Farbe. Durch dunkel-olivbraune bis schwarze Streifen ist das Holz gestreift (Schwarzstreifen-Teak). Diese Farbe stammt von unterschiedlichen Konzentrationen sekundärer Pflanzenstoffe, unter anderem Dehydrotectol und Tectochinon. Diese Streifen treten besonders bei Teak birmanischer Herkunft auf. Auch der Siliziumgehalt des Holzes hängt vom Herkunftsgebiet ab.
Der Stammquerschnitt weist deutliche Zuwachszonen aus, die vom saisonalen Tropenklima verursacht werden. Es können innerhalb eines Jahres mehrere Wachstumsschübe vorkommen.
Das Holz ist in der Regel geradfaserig. Wechseldrehwuchs tritt nur selten auf.
Der Zelluloseanteil beträgt rund 43 %, der Ligninanteil 30 bis 39 %. Im Parenchym des äußeren Kernholzes speichert Teak Kautschuk, bis zu 5 Gewichtsprozent. Dieser außergewöhnlich hohe Kautschukgehalt bedingt die klebrig-ölige Beschaffenheit und die stumpfe Oberfläche des Holzes, zudem hohe Abriebfestigkeit, die Säureresistenz und die starke Wasserabweisung des Holzes.
Das Kernholz ist sehr dauerhaft. Die Ursachen sind die sekundären Pflanzenstoffe Tectol, das fungizid wirkt, und Tectochinon, das die Resistenz gegen Insekten bewirkt. Auch der hohe Siliziumgehalt wirkt mit an der Resistenz gegen Insekten (besonders gegen Termiten) und Bohrmuscheln. Aufgrund dieser Resistenzeigenschaften eignet sich Teakholz auch gut für den Holzschiffbau.

## Nutzung

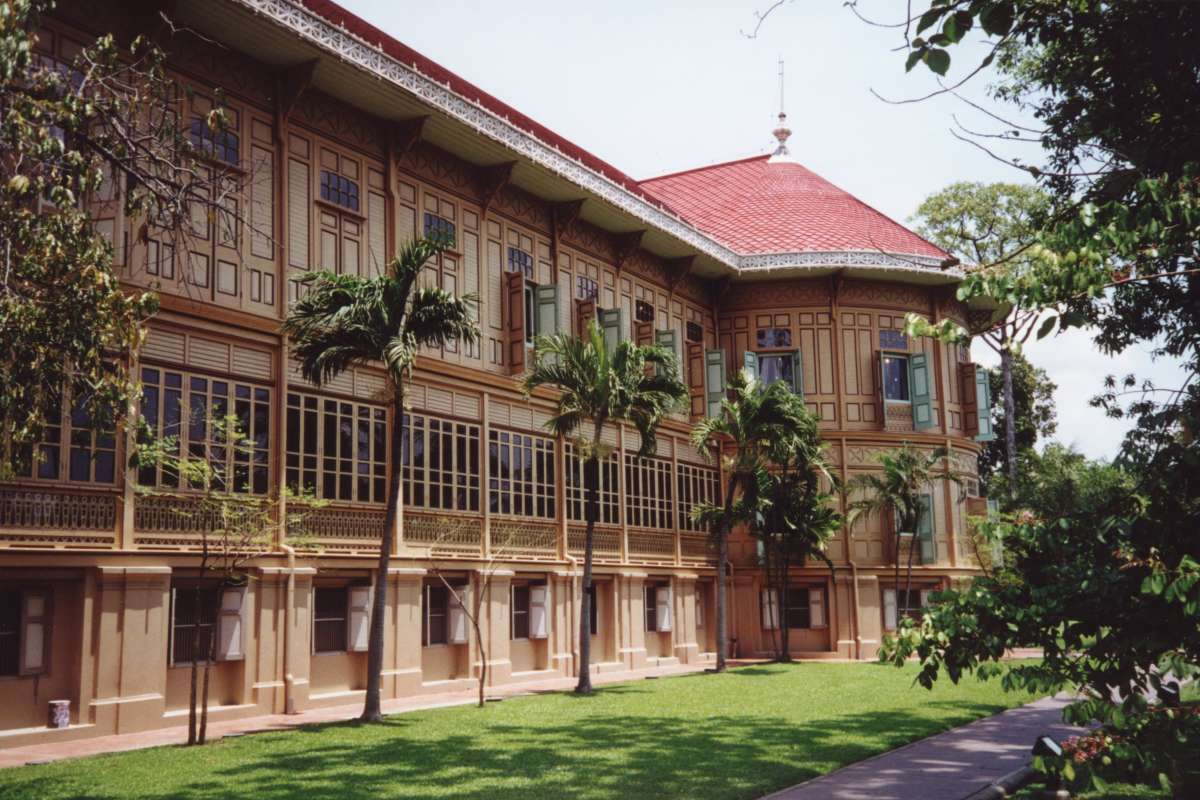
Der Wimanmek-Palast in Bangkok ist das größte vollständig aus Teakholz erbaute Gebäude

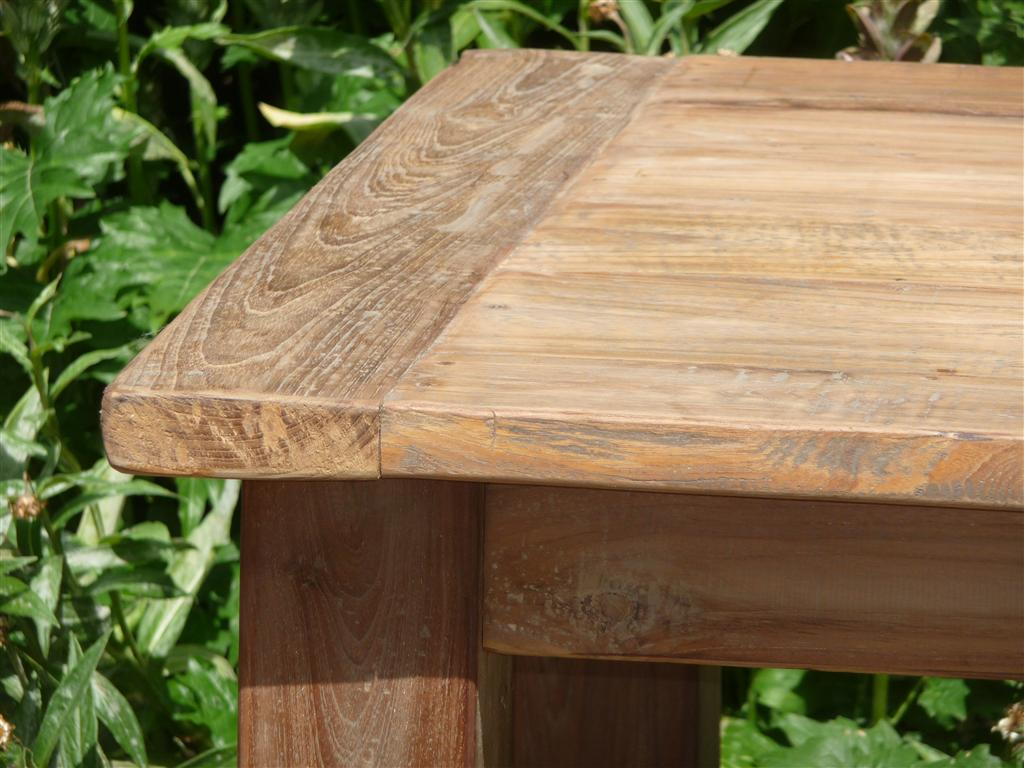
Ein Tisch aus Teakholz

Die Hauptnutzung des Teakbaumes betrifft sein Holz. Neben den hohen, astfreien Stämmen machen seine besonderen Eigenschaften das Holz wertvoll. Es lässt sich gut verarbeiten und trocknet ohne Reißen und Werfen. Durch seine natürlichen Öle bleibt die Oberfläche auch ohne Nachbehandlung ansehnlich und wetterfest. Allerdings erschwert der Kautschukgehalt das Verleimen, und andere Inhaltsstoffe erschweren die Lackierung und künstliche Farbgebung, so dass für diese Zwecke spezielle Leime und Lacke eingesetzt werden müssen. Statt Teakmöbel zu lackieren, werden sie häufig mit Teaköl behandelt.
Das Holz ist sehr dauerhaft, was auf die oben angeführten Inhaltsstoffe zurückzuführen ist. Besonders das Kernholz ist gegen Pilze und Insekten (Termiten) sehr beständig. Zudem ist das Holz schwer entflammbar.
Aufgrund seiner Färbung wird Teakholz als Messerfurnier oder Vollholz für Möbel, Vertäfelungen und als Parkett verwendet. Wichtig ist aber vor allem seine Verwendung im Boots- und Schiffbau. Ein Schiffsdeck aus Teakholz wird bei Nässe nicht rutschig. Auch für Wasser- und Hafenbauten findet es wegen seiner Beständigkeit Verwendung. Auch zum Drechseln und Schnitzen sowie für den Modellbau wird es wegen seiner leichten Bearbeitbarkeit verwendet. Die Werkzeuge werden allerdings schnell stumpf, weshalb die Verwendung von Hartmetall anzuraten ist.

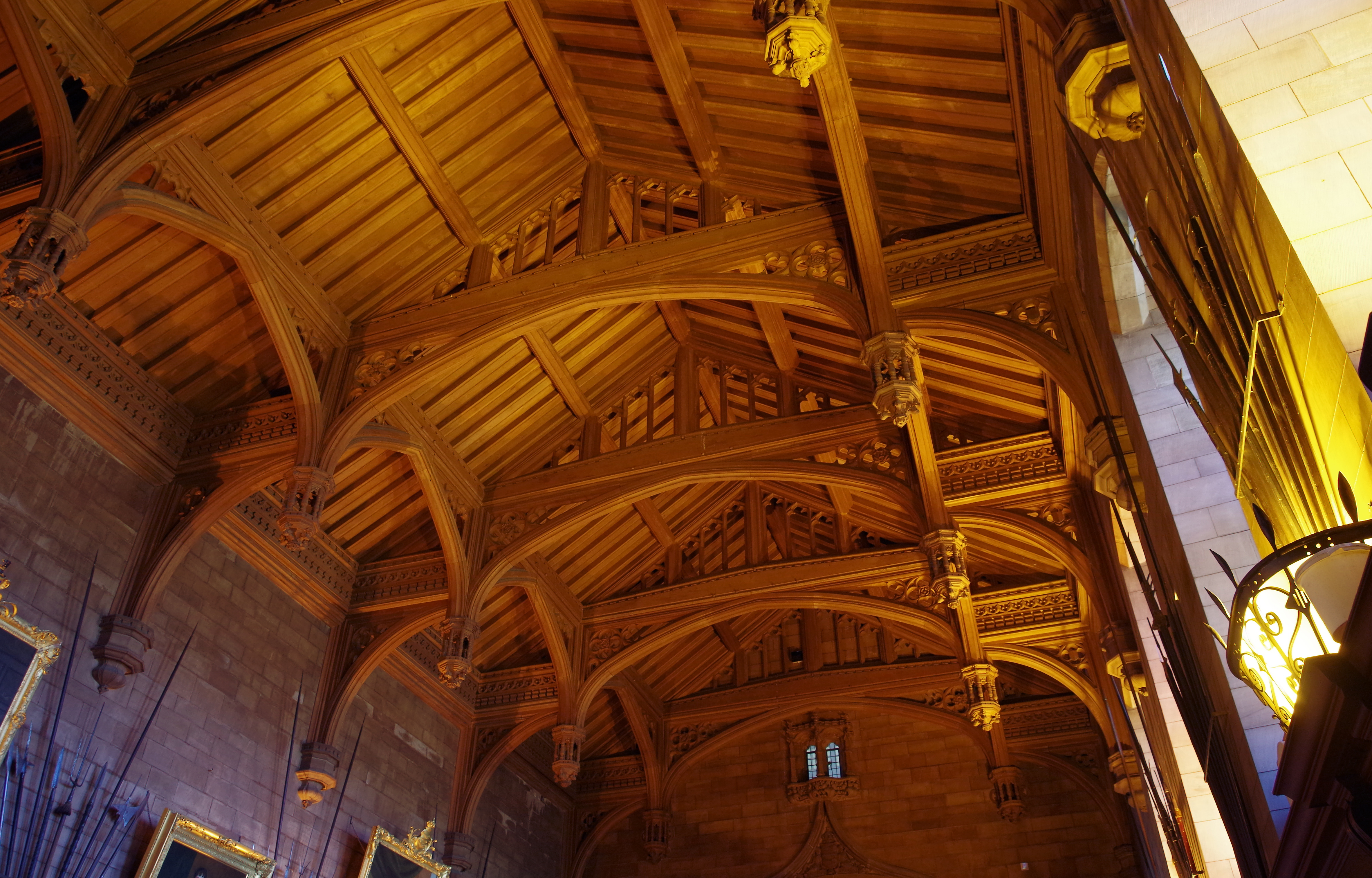
Hammerbalken-Gewölbe im Bamburgh Castle
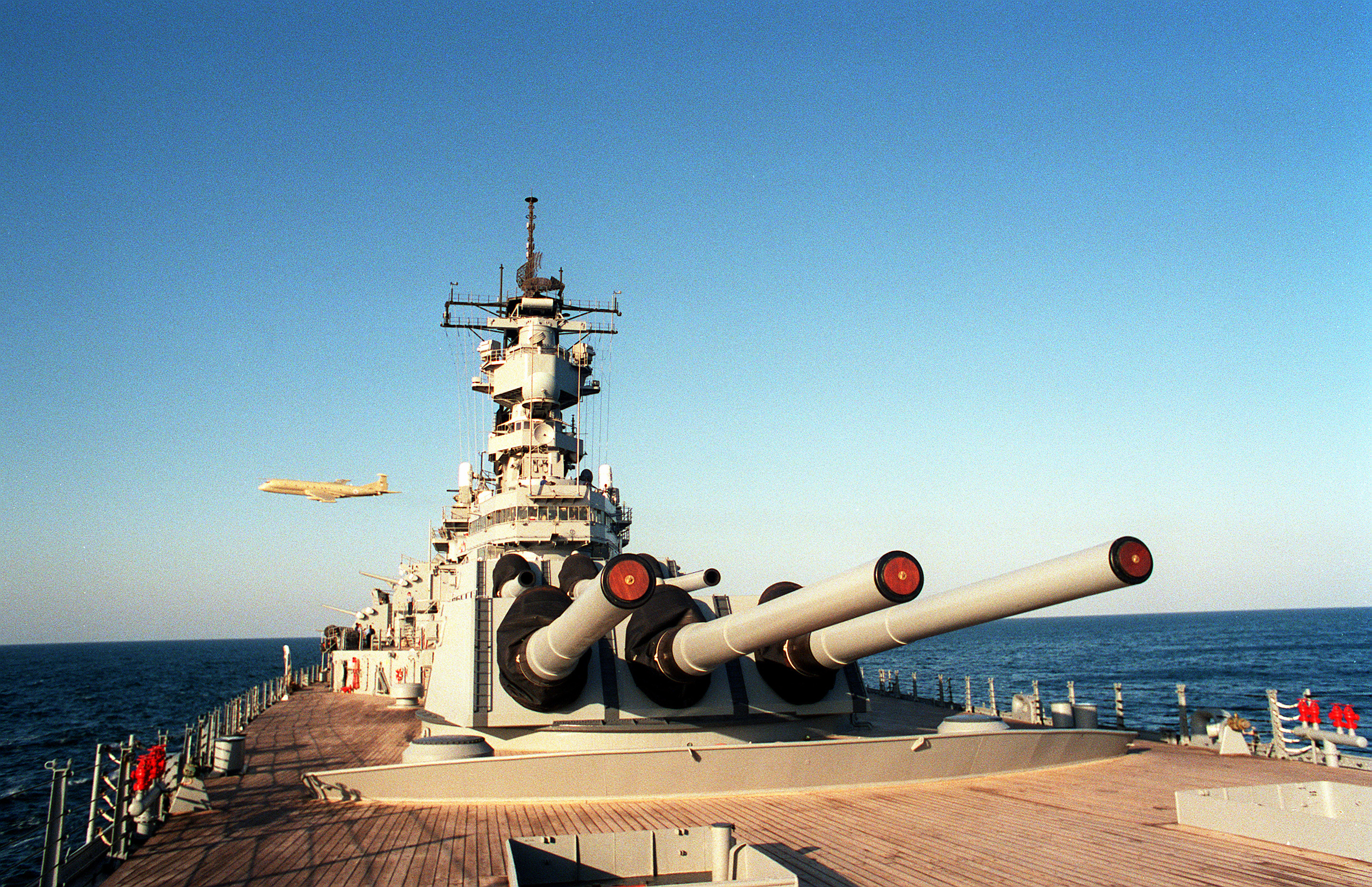
Teakdeck der Wisconsin

Im natürlichen Verbreitungsgebiet wird das Holz auch als Brennholz, zur Herstellung von Holzkohle und von Hausgeräten verwendet. Die Blätter werden zum Rotfärben von Stoffen benutzt. Blüten, Blätter, Rinde und Holz werden in der Volksmedizin gegen Enteritis und gegen Fieber eingesetzt.
Gefährdet sind die natürlichen Teakbestände vor allem durch den Wanderfeldbau und illegalen Holzeinschlag.
Hauptexportländer sind Indonesien und Myanmar.

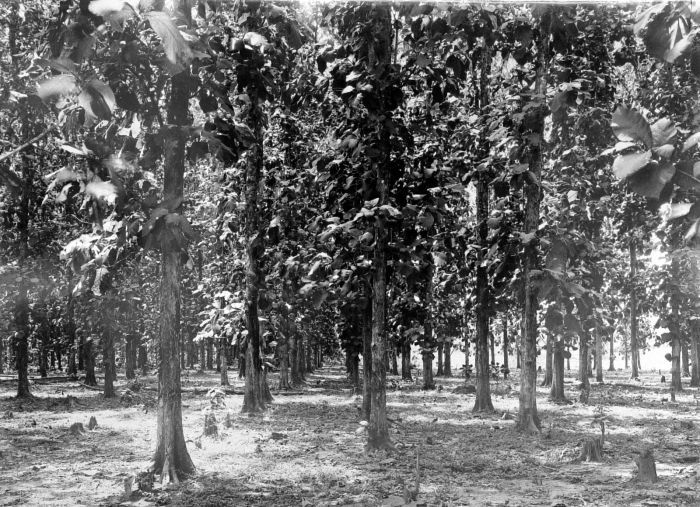
Teakplantage in Java, Niederländisch-Indien Anfang 20. Jahrhundert

## Anbau
Der Teakbaum ist neben dem Mahagoni eines der wenigen tropischen Nutzhölzer, die in Plantagen angebaut werden können. Tectona grandis ist als Lichtbaumart sehr gut für Freiflächen-Aufforstungen geeignet.
Der Teakbaum betreibt generative Vermehrung, also über Samen. Die Aufforstung von Flächen erfolgt entweder über Direktsaat oder mittels Stummelpflanzen (stump planting). Hierbei werden Setzlinge in Baumschulen angezogen. Mit acht bis zehn Monaten, wenn der Wurzelhalsdurchmesser 1 bis 2,5 Zentimeter beträgt, werden die Jungpflanzen auf eine Wurzellänge von 10 bis 25 Zentimeter und eine Sprosslänge von 2 bis 5 Zentimeter gekürzt. Diese Stumps werden dann auf den Flächen ausgesetzt. Die Abstände zwischen den Bäumen liegen zwischen 1,8 × 1,8 bis 2 × 2,5 Metern. Meist werden Reinbestände angepflanzt, seltener Mischbestände etwa mit der Weißen Maulbeere. Häufiger werden bodenfestigende Nebenbaumarten gepflanzt (Leucaena leucocephala, Akazien), um die Bodenerosion zu verringern. Pflegemaßnahmen wie Freischneiden sind nur im ersten Jahr nötig, da die Pflanzen bereits im zweiten Jahr eine Wuchshöhe von drei Metern erreichen.
Besonders auf Java wird Teak seit dem 19. Jahrhundert auch im Taungya-System angebaut, einer Variante der Agroforstwirtschaft. Nach Abholzung des Vorbestandes übergeben hier die Forstbehörden die Flächen den Bauern. Diese räumen die Flächen von Restbestockung und säen landwirtschaftliche Kulturen, besonders Trocken-Reis und Mais. Zugleich wird Teak ausgesät. Später wird die strauchige Leguminose Leucaena leucocephala eingesät, deren Reisig u. a. zum Mulchen dient. Nach meist zwei Mais- und einer Reisernte übernimmt wieder die Forstbehörde die Flächen.
Daneben wird Teak auch in herkömmlichen Plantagen und in bewässerten Plantagen gezogen.
Die Umtriebszeiten liegen in (Schnellwuchs-)Plantagen bei etwa 18 bis 25 Jahren, in Naturbeständen bei 60 bis über 100 Jahren.